# Kniahinin (rejon demidowski)
Kniahinin (ukr. Княгинине) – wieś w rejonie demidowskim obwodu rówieńskiego, założona w 1545 r. W II Rzeczypospolitej miejscowość była siedzibą gminy wiejskiej Kniahinin w powiecie dubieńskim województwa wołyńskiego. Wieś liczy 420 mieszkańców.
W Kniahininie pierwsze kilka lat życia spędził polski poeta romantyczny – Antoni Malczewski. Tutaj urodził się Ihor Juchnowski – ukraiński fizyk, działacz społeczny i polityk, p.o. prezesa Instytutu Pamięci Narodowej.

## Zabytki
- pałac; na początku XX w. w posiadaniu rodziny Steckich. Obiekt w 1915 r. został całkowicie zrujnowany przez armię carską[3].